# 牧姓
牧姓是一個中文姓氏之一，在《百家姓》中排名第225名。

## 姓氏起源
牧姓起源有三種：
1. 春秋時期，以受封地為姓。根據《路史》上記載：周武王的同母少弟、衛國大夫康叔受封於「牧」（今中國河南省淇縣），後人就以「牧」為姓氏。
2. 起源於上古時期，以名為姓。據傳，黃帝當上天子後，想找為賢臣來幫助他，最後找到一名姓力名牧的人，黃帝於是重用他，果然得到大治，後人就以力牧的「牧」為姓。
3. 以職業名為姓。 西周初期，有姬姓同姓諸侯國，以放牧為業，後人就以職業名「牧」為姓。

## 郡望
- 弘農郡

## 延伸阅读
[在维基数据编辑]
 《百家姓》
 《欽定古今圖書集成·明倫彙編·氏族典·牧姓部》，出自陈梦雷《古今圖書集成》